# Tu non ucciderai!
Tu non ucciderai! (20:13 Thou Shalt not kill) è un film del 2000 diretto da John Bradshaw.

## Trama
Due poliziotti, Frank e Werner, indagano su un giro di pedofilia, seguendo inizialmente una pista sbagliata tramite la quale un ambiguo venditore di video, chiamato Guenther, viene arrestato. L'interrogatorio non dà buoni risultati e Frank perde il controllo lasciandosi andare alla violenza. I due agenti vengono estromessi dall'indagine e il caso affidato ad altri.
I due poliziotti decidono di proseguire lo stesso nelle indagini. Guenther viene ucciso. Carla Abbey si sta interessando al caso e scopre che altri venditori di video pedofili hanno subito la stessa sorte e inizia a collaborare con Frank. Le indagini li portano inevitabilmente ad entrare nel mondo di internet. Una serie di colpi di scena metteranno Frank in situazioni molto pericolose.